# Тшебич (Любуське воєводство)
Тшебич (пол. Trzebicz, нім. Trebitsch) — село в Польщі, у гміні Дрезденко Стшелецько-Дрезденецького повіту Любуського воєводства.
Населення — 730 осіб (2011).
У 1975-1998 роках село належало до Гожовського воєводства.

## Демографія
Демографічна структура станом на 31 березня 2011 року:
|          | Загалом | Допрацездатний вік | Працездатний вік | Постпрацездатний вік |
| -------- | ------- | ------------------ | ---------------- | -------------------- |
| Чоловіки | 379     | 95                 | 259              | 25                   |
| Жінки    | 351     | 78                 | 201              | 72                   |
| Разом    | 730     | 173                | 460              | 97                   |